# Sebastian Przyrowski
Sebastian Przyrowski (Białobrzegi, 30 novembre 1981) è un calciatore polacco, portiere del Pogoń Grodzisk Mazowiecki.

## Carriera

### Club
Debutta il 2 marzo 2002 contro il Górnik Zabrze, nel 2008 si trasferisce al Polonia Varsavia.

## Palmarès
- Coppa di Polonia: 2

Dyskobolia Grodzisk: 2005, 2007